# Shomu Mukherjee
Shomu Mukherjee (19 de junio de 1943 @– 10 de abril de 2008) fue un director , escritor, y productor indio.

## Filmografía
| Año  | Película                | Director          | Escritor de historia | Productor |
| ---- | ----------------------- | ----------------- | -------------------- | --------- |
| 1972 | Ek Barra Mooskura Hacer | Carnero Mukherjee | Sí                   | Sí        |
| 1973 | Nanha Shikari           | Sí                | Sí                   | Sí        |
| 1978 | Chhailla Babu           | Joy Mukherjee     | Sí                   | Sí        |
| 1981 | Fiffty Fiffty           | Sí                | Sí                   | Sí        |
| 1985 | Chico de amante         | Sí                | Sí                   | Sí        |
| 1990 | Pathar Ke Insan         | Sí                | Sí                   | Sí        |
| 1994 | Sangdil Sanam           | Sí                | Sí                   | Sí        |